# Grodziec (Pogórze Wiśnickie)

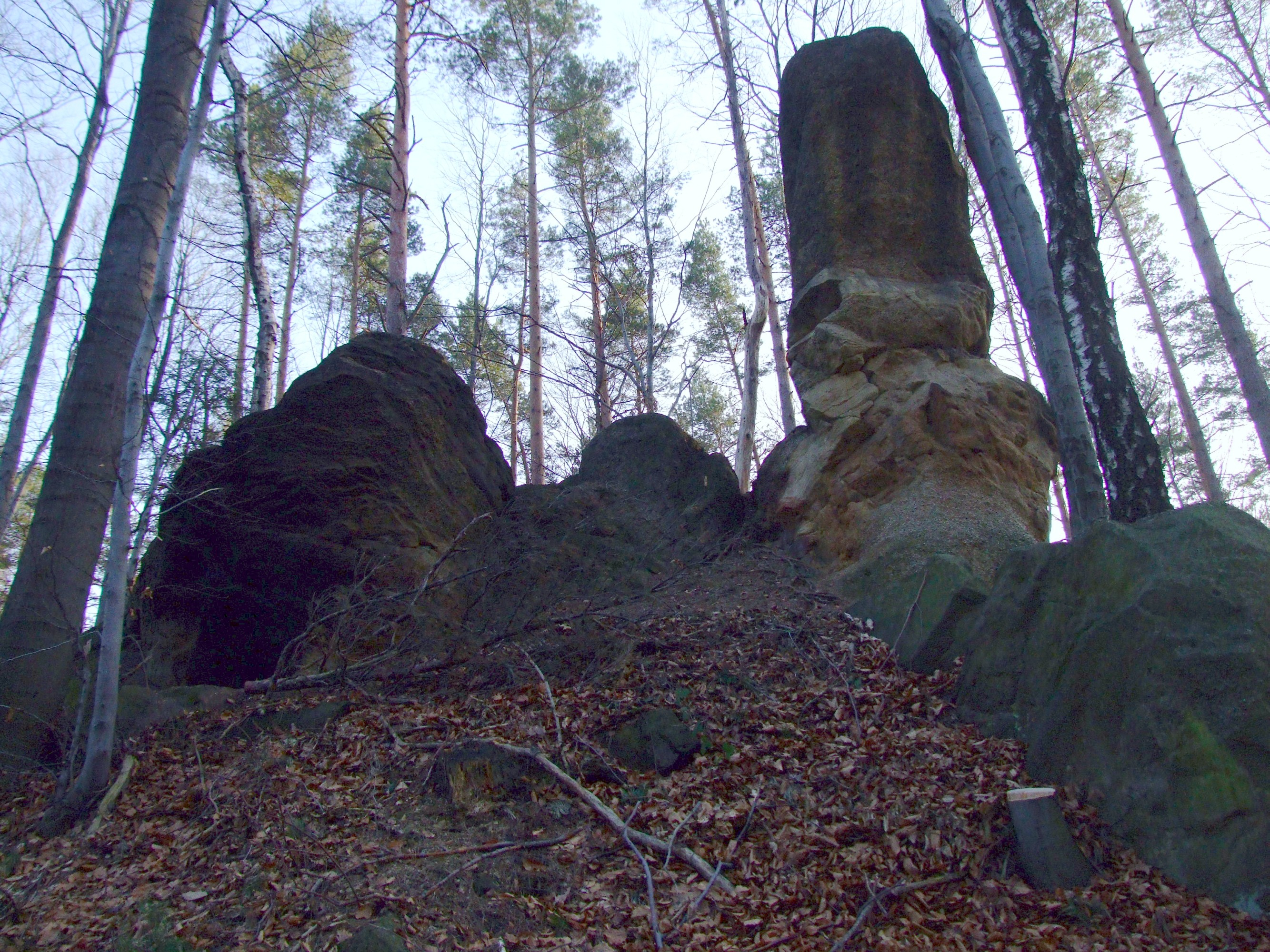
Kamień Żółw na wzgórzu Grodziec

Grodziec – wzgórze na Pogórzu Wiśnickim. Według mapy Compass ma wysokość 423 m, według mapy Geoportalu 435 m. Na dokładniejszej mapie Geoportalu wzgórze zaznaczone ma trzy wierzchołki: zachodni 423 m, środkowy 420 m i wschodni 435 m. Na wierzchołku środkowym znajduje się skalny ostaniec. Ostaniec ten ma nazwę Kamień Żółw.
Grodziec znajduje się na granicy miejscowości Tarnawa, Stare Rybie, Szyk, Słupia i Kępanów. Jest najdalej na południe wysuniętym wzniesieniem Pogórza Wiśnickiego i sąsiaduje z Beskidem Wyspowym. Wszystkie jego stoki opadają do dolin Tarnawki i zasilających ją potoków. Od wschodniej strony sąsiaduje z Tarnawską Górą (454 m), również znajdującą się na Pogórzu Wiśnickim. Jest niemal całkowicie zalesiony, jedynie od strony Tarnawy wcinają się w jego północne stoki pola i zabudowania przysiółka Wola Tarnawska. Stoki są łagodne, tylko północno-zachodnie, opadające do rzeki Tarnawka stoki są bardzo strome i są w nich skalne wychodnie. Na wysokości około 50 ponad dnem Tarnawki znajdują się tutaj skromne pozostałości dawnej Strażnicy Grodziec w Tarnawie.